# Ansgar Schwenken
Ansgar Schwenken (* 1. Dezember 1969 in Lüdinghausen) ist ein deutscher Fußballfunktionär.

## Leben
Schwenken  wuchs in Selm auf, studierte in Bielefeld und Münster Betriebswirtschaft mit dem Schwerpunkt Controlling und begann am 1. April 1996 als Management-Assistent beim Fußball-Profiverein VfL Bochum. Im April 2001 wurde er nach der Beurlaubung von Klaus Hilpert kaufmännischer Leiter der Geschäftsführung. Von 2003 bis 2014 war Schwenken hauptamtliches Mitglied des Vorstands des VfL Bochum und verantwortlich für die Bereiche Finanzen und Organisation.
Unter seiner Leitung entwickelte der VfL Bochum 2007 als erster Bundesliga-Verein ein schriftliches Leitbild, welches zwei Perspektiven umfasst: Zum einen soll die Identifikation der Mitarbeiter mit dem Club gestärkt sowie ein Orientierungsrahmen geschaffen werden (interne Dimension), zum anderen soll die Identität des VfL Bochums nach außen kommuniziert werden (externe Dimension). Schwenken sah das Leitbild als Reaktion auf die wirtschaftliche Expansion des Vereins, da in den letzten zehn Jahren vor 2007 „der Umsatz ... von 14 auf jetzt 36 Millionen Euro [stieg]“ und „die Mitarbeiterzahl ... sich in dieser Zeit verdreifacht“ hatte.
Von Juli 2014 bis November 2015 war Schwenken als freiberuflicher Berater für den 1. FC Kaiserslautern tätig und begleitete dort die Restrukturierung des Finanzwesens. Am 30. November 2015 wurde er Direktor Fußball-Angelegenheiten und Fans der Deutschen Fußball Liga (DFL). In dieser Funktion ist er stimmberechtigtes Mitglied des DFL-Vorstandes, nachdem er zuvor bereits ab 2010 als gewählter Vertreter der 2. Bundesliga Mitglied des DFL-Vorstandes war.